# 笠松町立笠松中学校
笠松町立中学校（かさまつちょうりつ かさまつちゅうがっこう）は、岐阜県羽島郡笠松町にある公立中学校。
笠松町唯一の中学校であり、笠松町立笠松小学校、笠松町立下羽栗小学校、笠松町立松枝小学校の生徒が進学する。

## 所在地
- 岐阜県羽島郡笠松町弥生町1番地

## 沿革
- 1947年（昭和22年） -
  - 羽島郡笠松町の町立中学校として、「笠松町立笠松中学校」が開設される。
  - 羽島郡上羽栗村、下羽栗村の組合立中学校として、「羽島郡中学校組合立羽栗中学校」として開設。
  - 羽島郡柳津村、松枝村の組合立中学校として、「羽島郡中学校組合立蘇西中学校」として開設。
- 1950年（昭和25年） - 松枝村が笠松町に編入される。旧松枝村の生徒は「羽島郡中学校組合立蘇西中学校」から「笠松町立笠松中学校」に編入される。
- 1955年（昭和30年） - 下羽栗村が笠松町に編入される。
- 1956年（昭和31年） - 上羽栗村と八剣村が合併町制施行、岐南町となる。
- 1969年（昭和44年） - 笠松中学校を改築する。
- 1973年（昭和48年） - 「羽島郡中学校組合立羽栗中学校」が廃校となり、「岐南町笠松町中学校組合立岐南中学校」を開設される。旧羽栗中学校は岐南町の羽栗社会教育施設となる。
- 1985年（昭和60年） - 校区変更により、「岐南町・笠松町中学校組合立岐南中学校」は岐南町立岐南中学校となり、旧下羽栗村の生徒は笠松中学校に編入される。これにより、笠松町の中学校は笠松中学校の一校となる。

## 交通機関
- 笠松町公共施設巡回町民バス 「笠松中学校前」バス停下車。
- 名古屋鉄道竹鼻線西笠松駅より徒歩10分。

## 周辺施設
- 笠松町役場
- 岐阜県立岐阜工業高等学校
- 笠松町こども館
- 笠松刑務所
- 笠松競馬場
- 笠松陣屋
- 松波総合病院
- 魂生大明神
- 笠松町コミュニティ消防センター

## その他
- 廃校となった「羽島郡中学校組合立羽栗中学校」の敷地、体育館は、岐南町の「羽栗施設」として再利用されることになる。体育館は老朽化もあり、岐南町総合体育館開館後に解体されたが、現在もグラウンドと公園として利用されている。公園内には羽栗中学校の跡地を示す記念碑がある。